# Список правителей Урарту
В этом списке приведены правители Урарту — государства, существовавшего в 1-м тысячелетии до н. э. на территории Армянского нагорья. В связи с тем, что история и культура Урарту тесно связана с историей и культурой Ассирии, в таблице также приведены цари Ассирии.

## Список царей Урарту
| Имя царя    | Варианты имени                                 | Имя отца                                         | Годы правления (до н. э.) | Примечание | Правитель Ассирии в этот период и годы его правления     |
| ----------- | ---------------------------------------------- | ------------------------------------------------ | ------------------------- | --- | -------------------------------------------------------- |
| Арама       | Араме, Араму, Арам и Арама                     |                                                  | 859 — 844                 | Первый царь объединённого Урарту, упомянутый в надписях. | Шульману-ашареду III (Салманасар III, 858 — 824)         |
| Арама       | Араме, Араму, Арам и Арама                     | Шульману-ашареду III (Салманасар III, 858 — 824) | 859 — 844                 | Первый царь объединённого Урарту, упомянутый в надписях. |                                                          |
| Сардури I   | Сидури I, Седури I, Сардур I                   | сын Лутипри                                      | 844 — 828                 | Вероятный основатель главной династии царей Урарту, сделал Тушпу столицей Урарту. Историчность Лутипри не установлена.                                                                                             |                                                          |
| Ишпуини     | Ишвуин                                         | сын Сардури I                                    | 828 — 810                 | Правитель начала расцвета Урарту. Успешно противостоял ассирийцам, присоединил к Урарту религиозный центр Мусасир. Ввёл клинописную письменность на урартском языке.                                               |                                                          |
| Ишпуини     | Ишвуин                                         | сын Сардури I                                    | 828 — 810                 | Правитель начала расцвета Урарту. Успешно противостоял ассирийцам, присоединил к Урарту религиозный центр Мусасир. Ввёл клинописную письменность на урартском языке.                                               | Шамши-Адад V (823 — 811)                                 |
| Ишпуини     | Ишвуин                                         | сын Сардури I                                    | 828 — 810                 | Правитель начала расцвета Урарту. Успешно противостоял ассирийцам, присоединил к Урарту религиозный центр Мусасир. Ввёл клинописную письменность на урартском языке.                                               | Адад-нирари III (810 — 805)                              |
| Менуа       | Минуа                                          | сын Ишпуини                                      | 810 — 786                 | Расширил границы Урарту. Развивал хозяйство, построил множество оросительных каналов и дорог. |                                                          |
| Менуа       | Минуа                                          | сын Ишпуини                                      | 810 — 786                 | Расширил границы Урарту. Развивал хозяйство, построил множество оросительных каналов и дорог. | Шамирам (Семирамида, 805 — 783)                          |
| Аргишти I   |                                                | сын Менуа                                        | 786 — 764                 | Урарту при Аргишти I находилось в зените могущества. Существенно расширил границы Урарту на западе, поставив Ассирию в невыгодное положение. Основал урартские поселения и крепости в Закавказье, включая Эребуни. |                                                          |
| Аргишти I   | Шульману-ашареду IV (Салманасар IV, 783 — 772) | сын Менуа                                        | 786 — 764                 | Урарту при Аргишти I находилось в зените могущества. Существенно расширил границы Урарту на западе, поставив Ассирию в невыгодное положение. Основал урартские поселения и крепости в Закавказье, включая Эребуни. |                                                          |
| Аргишти I   | Ашшур-дан III (772 — 755)                      | сын Менуа                                        | 786 — 764                 | Урарту при Аргишти I находилось в зените могущества. Существенно расширил границы Урарту на западе, поставив Ассирию в невыгодное положение. Основал урартские поселения и крепости в Закавказье, включая Эребуни. |                                                          |
| Сардури II  | Сидури II, Седури II, Сардур II                | сын Аргишти I                                    | 764 — 735                 | Проиграл решающую битву с Ассирией в западных владениях и, вероятно, погиб в боях с Тиглатпаласаром III. Поражение положило начало снижению могущества Урарту.                                                     |                                                          |
| Сардури II  | Сидури II, Седури II, Сардур II                | сын Аргишти I                                    | 764 — 735                 | Проиграл решающую битву с Ассирией в западных владениях и, вероятно, погиб в боях с Тиглатпаласаром III. Поражение положило начало снижению могущества Урарту.                                                     | Ашшур-нирари V (754 — 745)                               |
| Сардури II  | Сидури II, Седури II, Сардур II                | сын Аргишти I                                    | 764 — 735                 | Проиграл решающую битву с Ассирией в западных владениях и, вероятно, погиб в боях с Тиглатпаласаром III. Поражение положило начало снижению могущества Урарту.                                                     | Тукульти-апиль-эшарра III (Тиглатпаласар III, 744 — 727) |
| Руса I      |                                                | сын Сардури II                                   | 735 — 714                 | Позволил Саргону II провести успешный поход против Урарту, завоевать и разграбить Улху и религиозный центр Мусасир. После этих поражений Руса I заколол себя кинжалом.                                             |                                                          |
| Руса I      | Шульману-ашареду V (Салманасар V, 727 — 722)   | сын Сардури II                                   | 735 — 714                 | Позволил Саргону II провести успешный поход против Урарту, завоевать и разграбить Улху и религиозный центр Мусасир. После этих поражений Руса I заколол себя кинжалом.                                             |                                                          |
| Руса I      | Шарру-кин II (Саргон II, 722 — 705)            | сын Сардури II                                   | 735 — 714                 | Позволил Саргону II провести успешный поход против Урарту, завоевать и разграбить Улху и религиозный центр Мусасир. После этих поражений Руса I заколол себя кинжалом.                                             |                                                          |
| Аргишти II  |                                                | сын Русы I                                       | 714 — 685                 | Избегал прямой конфронтации с Ассирией, вёл строительство и совершил удачные военные походы на восток. | Син-аххе-эриба (Сеннахериб, 705 — 681)                   |
| Руса II     |                                                | сын Аргишти II                                   | 685 — ﹖639               | Пытался вернуть Урарту былую славу, воспользовавшись упадком Ассирии, провёл несколько удачных походов на западе Урарту. Построил множество новых крепостей, перенёс столицу Урарту из Тушпы в Русахинили.         | Син-аххе-эриба (Сеннахериб, 705 — 681)                   |
| Руса II     | Ашшур-аха-иддин (Асархаддон, 681 — 669)        | сын Аргишти II                                   | 685 — ﹖639               | Пытался вернуть Урарту былую славу, воспользовавшись упадком Ассирии, провёл несколько удачных походов на западе Урарту. Построил множество новых крепостей, перенёс столицу Урарту из Тушпы в Русахинили.         |                                                          |
| Руса II     | Ашшур-бан-апли (Ашурбанипал, 669 — 627)        | сын Аргишти II                                   | 685 — ﹖639               | Пытался вернуть Урарту былую славу, воспользовавшись упадком Ассирии, провёл несколько удачных походов на западе Урарту. Построил множество новых крепостей, перенёс столицу Урарту из Тушпы в Русахинили.         |                                                          |
| Сардури III | Сидури III, Сардур III                         | сын Русы II                                      | ﹖639 — ﹖625             | Под ударами киммерийцев и мидийцев Урарту ослабевает и становится вассальным государством Ассирии. Называл ассирийского царя своим «господином».                                                                   |                                                          |
| Сардури III | Сидури III, Сардур III                         | сын Русы II                                      | ﹖639 — ﹖625             | Под ударами киммерийцев и мидийцев Урарту ослабевает и становится вассальным государством Ассирии. Называл ассирийского царя своим «господином».                                                                   | Ашшур-этиль-илани (627 — 623)                            |
| Сардури IV  | Сидури IV, Сардур IV                           | сын Сардури III                                  | ﹖625 — ﹖620             | Возможно был свергнут Эрименой, который положил начало новой династии. |                                                          |
| Сардури IV  | Сидури IV, Сардур IV                           | сын Сардури III                                  | ﹖625 — ﹖620             | Возможно был свергнут Эрименой, который положил начало новой династии. | Син-шуму-лишир (623 — 623)                               |
| Сардури IV  | Сидури IV, Сардур IV                           | сын Сардури III                                  | ﹖625 — ﹖620             | Возможно был свергнут Эрименой, который положил начало новой династии. | Син-шар-ишкун (623 — 612)                                |
| Эримена     | Эримен, Эрмина                                 |                                                  | ﹖620 — ﹖605             | |                                                          |
| Эримена     | Эримен, Эрмина                                 | Ашшур-убаллит II (612 — 609)                     | ﹖620 — ﹖605             | |                                                          |
| Эримена     | Эримен, Эрмина                                 | Ассирийское государство перестало существовать   | ﹖620 — ﹖605             | |                                                          |
| Руса III    |                                                | сын Эримена                                      | ﹖605 — ﹖595             | |                                                          |
| Руса IV     |                                                | сын Русы III                                     | ﹖595 — ﹖585             | Последний известный царь Урарту. Правил в Тейшебаини, куда была перенесена столица Урарту после потери контроля над центром страны.                                                                                |                                                          |